# 台北市立大直高級中学
台北市立大直高級中学（だいちょく/ダージーこうきゅうちゅうがく、ピンイン：Dàzhí、注音: ㄉㄚˋ ㄓˊ、Taipei Municipal Da Zhi High School））は、台湾台北市にある全日制高校。国中部を併設する完全中学である。

## 歴代校長
| 代     | 氏名   | 任期                |
| ------ | ------ | ------------------- |
| 初代   | 葉金成 | 1964年9月-1975年7月 |
| 第2代  | 李瑞江 | 1975年8月-1977年7月 |
| 第3代  | 王鑑秋 | 1977年8月-1988年7月 |
| 第4代  | 陳正邦 | 1988年8月-1992年7月 |
| 第5代  | 詹益東 | 1992年8月-1996年7月 |
| 第6代  | 余霖   | 1996年8月-2006年7月 |
| 第7代  | 楊世瑞 | 2006年8月-2010年7月 |
| 第8代  | 黃文振 | 2010年8月-2013年7月 |
| 第9代  | 李世文 | 2013年8月-2021年7月 |
| 第10代 | 林湧順 | 2021年8月-          |